# Bathypsammia
Genre
Bathypsammia est un genre de coraux durs de la famille des Dendrophylliidae.

## Liste d'espèces
Selon World Register of Marine Species (30 juin 2015) et ITIS (30 juin 2015), le genre Bathypsammia comprend les espèces suivantes :
- Bathypsammia fallosocialis Squires, 1959
- Bathypsammia tintinnabulum Pourtalès, 1868